# Les Feux du music-hall
Pour plus de détails, voir Fiche technique et Distribution.
Les Feux du music-hall (Luci del varietà) est un film italien d'Alberto Lattuada et Federico Fellini sorti en 1950.

## Synopsis
Le film décrit la vie plutôt minable d'une petite troupe de théâtre, avec ses querelles ridicules et ses spectacles pitoyables. Checco tombe amoureux de Liliana, une spectatrice qui intègre la troupe. Checco veut monter une pièce à Rome avec Liliana comme vedette. Mais Liliana va trouver un autre impresario...

## Fiche technique
- Titre original : Luci del varietà
- Titre français : Les Feux du music-hall
- Réalisation : Alberto Lattuada et Federico Fellini
- Scénario : Federico Fellini, Alberto Lattuada, Tullio Pinelli et Ennio Flaiano
- Direction artistique : Aldo Buzzi
- Décors : Luigi Gervasi
- Costumes : Aldo Buzzi
- Photographie : Otello Martelli
- Montage : Mario Bonotti
- Musique : Felice Lattuada
- Production : 	Alberto Lattuada
- Production associée : Federico Fellini
- Société de production : Capitolium Film
- Société de distribution : Les Films du Centaure
- Pays d'origine :  Italie
- Langue originale : italien
- Format : Noir et blanc — 35 mm — 1,37:1 — Son Mono
- Genre : Comédie dramatique
- Durée : 90 minutes
- Dates de sortie : 
  - 6 décembre 1950 en Italie
  - 7 décembre 1956 en France

## Distribution
- Peppino De Filippo : Checco Dal Monte
- Carla Del Poggio : Liliana "Lilly" Antonelli
- Giulietta Masina : Melina Amour
- John Kitzmiller : Johnny, le trompettiste
- Folco Lulli : Adelmo Conti, l'amant de Liliana
- Carlo Romano : Enzo La Rosa, l'avocat
- Dante Maggio : Remo, le chef de la troupe
- Giulio Cali : Edison Will, le magicien
- Franca Valeri : Mitzy, la chorégraphe hongroise
- Silvio Bagolini : Bruno Antonini, le journaliste
- Alberto Bonucci : un membre du duo de théâtre
- Vittorio Caprioli : un membre du duo de théâtre
- Joe Falletta : Bill
- Giacomo Furia : Duke
- Renato Malavasi : l'hôtelier
- Fanny Marchiò : une soubrette
- Gina Mascetti : Valeria del Sole
- Vanja Orico : la chanteuse gitane
- Enrico Piergentili : le père de Mélina
- Marco Tulli : un spectateur
- Alberto Lattuada : l'employé du théâtre
- Sofia Lazzaro (Sophia Loren) : une danseuse
- Checco Durante

## Accueil
« Il est bien difficile de prétendre faire la part de Lattuada et de Fellini dans la mise en scène de Luci del Varietà. Tout au plus avancerai-je que cette collaboration se justifie sans doute par l’amitié que la concordance des talents (…). L’essentiel est que Lumière des Variétés [sic] puisse inscrire dans notre mémoire quelques-unes de ces inoubliables images qui nous confirment dans notre amour du film italien et du cinéma tout court. »

— André Bazin, France Observateur, 13 décembre 1956
— Jean de Baroncelli, Le Monde, 21 décembre 1956

« Il convient, pour le bien comprendre, de le situer dans le temps (…). À cette époque Fellini était coscénariste de Lattuada et c’est la première œuvre où l’on voie paraître son nom en qualité de metteur en scène (…). Dès ce début – et là réside l’intérêt primordial du film - apparaît la marque de Fellini. Déjà se trouvent, fortement indiqués, les prémices qui s’épanouiront plus tard dans les chefs-d’œuvre de la maturité : Les Vitelloni, La strada et Il bidone. »

— Max Favalelli, Paris Presse, 21 décembre 1956